# Tallinn Trophy de 2018
Tallinn Trophy de 2018 foi a oitava edição do Tallinn Trophy, um evento anual de patinação artística no gelo e que fez parte do Challenger Series de 2018–19. A competição foi disputada entre os dias 26 de novembro e 2 de dezembro, na cidade de Tallinn, Estônia.
Também foram disputados eventos de níveis júnior, noviço e níveis menores, porém não fazem parte do Challenger Series.

## Eventos
- Individual masculino
- Individual feminino
- Duplas
- Dança no gelo

## Medalhistas
| Evento                        | Ouro                                                      | Prata                                         | Bronze                                                 |
| Sênior (Challenger Series)    |                                                           |                                               |                                                        |
| Individual masculino detalhes | Maxim Kovtun · Rússia                                     | Vincent Zhou · Estados Unidos                 | Anton Shulepov · Rússia                                |
| Individual feminino detalhes  | Serafima Sakhanovich · Rússia                             | Ting Cui · Estados Unidos                     | Viveca Lindfors · Finlândia                            |
| Duplas detalhes               | Miriam Ziegler · Severin Kiefer · Áustria                 | Tarah Kayne · Danny O'Shea · Estados Unidos   | Jessica Calalang · Brian Johnson · Estados Unidos      |
| Dança no gelo detalhes        | Christina Carreira · Anthony Ponomarenko · Estados Unidos | Anastasia Skoptcova · Kirill Aleshin · Rússia | Natalia Kaliszek · Maksym Spodyriev · Polônia          |
| Júnior                        |                                                           |                                               |                                                        |
| Individual masculino detalhes | Artur Danielian · Rússia                                  | Tomas Llorenc Guarino Sabate · Suíça          | Nikita Starostin · Alemanha                            |
| Individual feminino detalhes  | You Young · Coreia do Sul                                 | Selma Välitalo · Finlândia                    | Niina Petrokina · Estônia                              |
| Dança no gelo detalhes        | Elizaveta Khudaiberdieva · Nikita Nazarov · Rússia        | Diana Davis · Gleb Smolkin · Rússia           | Ekaterina Katashinskaya · Aleksandr Vaskovich · Rússia |
| Noviço avançado               |                                                           |                                               |                                                        |
| Individual masculino detalhes | Matias Lindfors · Finlândia                               | Jegor Martsenko · Estônia                     | Daniels Kochkers · Letônia                             |
| Individual feminino detalhes  | Amalia Zelenjak · Estônia                                 | Zasmina Jefremenko · Letônia                  | Roos Van Der Pas · Países Baixos                       |
| Dança no gelo detalhes        | Mariia Miliukova · Nikita Vitryanyuk · Chipre             | Tatjana Bunina · Ivan Kuznetsov · Estônia     | Vasilisa Grigoreva · Lev Sergeev · Rússia              |

## Resultados

### Sênior

#### Individual masculino
| Pos.              | Nome                  | Nacionalidade    | Pontos | PC         | PL          |
| ----------------- | --------------------- | ---------------- | ------ | ---------- | ----------- |
| Medalha de ouro   | Maxim Kovtun          | Rússia           | 247.55 | 80.91 (1)  | 166.64 (1)  |
| Medalha de prata  | Vincent Zhou          | Estados Unidos   | 234.25 | 77.46 (3)  | 156.79 (2)  |
| Medalha de bronze | Anton Shulepov        | Rússia           | 230.30 | 80.86 (2)  | 149.44 (3)  |
| 4                 | Slavik Hayrapetyan    | Armênia          | 209.58 | 61.08 (11) | 148.50 (4)  |
| 5                 | Roman Savosin         | Rússia           | 205.24 | 71.50 (4)  | 133.74 (5)  |
| 6                 | Matyas Bĕlohradský    | República Tcheca | 192.72 | 69.39 (5)  | 123.33 (9)  |
| 7                 | Luc Economides        | França           | 190.18 | 62.73 (9)  | 127.45 (7)  |
| 8                 | Petr Kotlařík         | República Tcheca | 188.38 | 61.86 (10) | 126.52 (8)  |
| 9                 | Vladimir Litvintsev   | Azerbaijão       | 188.21 | 66.41 (6)  | 121.80 (10) |
| 10                | Mattia Dalla Torre    | Itália           | 184.87 | 65.11 (8)  | 119.76 (12) |
| 11                | Alessandro Fadini     | Itália           | 183.99 | 56.32 (16) | 127.67 (6)  |
| 12                | Aleksandr Selevko     | Estônia          | 178.57 | 60.88 (12) | 117.69 (13) |
| 13                | Daniel Albert Naurits | Estônia          | 175.36 | 53.17 (19) | 121.65 (11) |
| 14                | Alexander Lebedev     | Bielorrússia     | 173.42 | 57.34 (15) | 116.08 (14) |
| 15                | Jiří Bĕlohradský      | República Tcheca | 173.05 | 57.61 (14) | 115.44 (15) |
| 16                | Roman Galay           | Finlândia        | 167.23 | 65.63 (7)  | 101.60 (18) |
| 17                | Thomas Stoll          | Alemanha         | 161.26 | 54.99 (17) | 106.27 (16) |
| 18                | Catalin Dimitrescu    | Alemanha         | 155.38 | 58.12 (13) | 97.26 (19)  |
| 19                | Łukasz Kędzierski     | Polônia          | 152.85 | 49.51 (21) | 103.34 (17) |
| 20                | Nikita Manko          | Cazaquistão      | 147.46 | 54.48 (18) | 92.63 (20)  |
| 21                | Artur Panikhin        | Cazaquistão      | 137.93 | 49.95 (20) | 87.98 (21)  |
| 22                | Erik Matysiak         | Polônia          | 127.67 | 47.12 (22) | 80.55 (22)  |

#### Individual feminino
| Pos.              | Nome                      | Nacionalidade          | Pontos | PC         | PL          |
| ----------------- | ------------------------- | ---------------------- | ------ | ---------- | ----------- |
| Medalha de ouro   | Serafima Sakhanovich      | Rússia                 | 202.62 | 70.33 (1)  | 132.29 (1)  |
| Medalha de prata  | Ting Cui                  | Estados Unidos         | 199.79 | 67.56 (2)  | 132.23 (2)  |
| Medalha de bronze | Viveca Lindfors           | Finlândia              | 185.42 | 63.56 (3)  | 121.86 (3)  |
| 4                 | Anastasiia Gubanova       | Rússia                 | 180.73 | 60.29 (4)  | 120.44 (4)  |
| 5                 | Daria Panenkova           | Rússia                 | 173.61 | 55.83 (6)  | 117.78 (5)  |
| 6                 | Yi Christy Leung          | Hong Kong              | 171.95 | 56.70 (5)  | 115.25 (6)  |
| 7                 | Pernille Sørensen         | Dinamarca              | 161.58 | 55.71 (7)  | 105.87 (8)  |
| 8                 | Ekaterina Ryabova         | Azerbaijão             | 157.20 | 45.95 (17) | 111.25 (7)  |
| 9                 | Anastasia Galustyan       | Armênia                | 155.70 | 52.39 (11) | 103.31 (10) |
| 10                | Nicole Schott             | Alemanha               | 154.83 | 50.42 (13) | 104.41 (9)  |
| 11                | Yoonmi Lehmann            | Suíça                  | 152.61 | 52.16 (12) | 100.45 (11) |
| 12                | Gerli Liinamäe            | Estônia                | 150.18 | 53.54 (8)  | 96.64 (12)  |
| 13                | Amy Lin                   | Taipé Chinesa          | 140.03 | 52.86 (10) | 87.17 (15)  |
| 14                | Eva Lotta Kiibus          | Estônia                | 137.25 | 46.58 (15) | 90.67 (14)  |
| 15                | Silvia Hugec              | Eslováquia             | 135.44 | 49.90 (14) | 85.54 (17)  |
| 16                | Klára Štěpánová           | República Tcheca       | 135.20 | 40.18 (23) | 95.02 (13)  |
| 17                | Elizaveta Ukolova         | República Tcheca       | 131.48 | 45.54 (18) | 85.94 (16)  |
| 18                | Aliaksandra Chepeleva     | Bielorrússia           | 129.87 | 46.28 (16) | 83.59 (20)  |
| 19                | Angelīna Kučvaļska        | Letônia                | 125.65 | 40.45 (22) | 85.20 (18)  |
| 20                | Aiza Mambekova            | Cazaquistão            | 123.12 | 38.40 (25) | 84.72 (19)  |
| 21                | Sofia Del Rio             | México                 | 122.73 | 43.37 (21) | 79.36 (21)  |
| 22                | Kristina Shkuleta-Gromova | Estônia                | 122.31 | 44.44 (20) | 77.87 (22)  |
| 23                | Elizabete Jubkane         | Letônia                | 114.72 | 45.41 (19) | 69.31 (25)  |
| 24                | Lara Roth                 | Áustria                | 110.02 | 36.81 (26) | 73.21 (24)  |
| 25                | Elena Rivkina             | Israel                 | 109.16 | 39.93 (24) | 69.23 (26)  |
| 26                | Maryia Saldakayeva        | Bielorrússia           | 108.05 | 34.80 (27) | 73.25 (23)  |
| 27                | Alina Suponenko           | Bielorrússia           | 98.50  | 30.99 (28) | 67.51 (27)  |
| 28                | Zahra Lari                | Emirados Árabes Unidos | 81.58  | 27.98 (29) | 53.60 (28)  |
| WD                | Karen Chen                | Estados Unidos         | —      | 52.93 (9)  | — (WD)      |

#### Duplas
| Pos.              | Nome                                  | Nacionalidade  | Pontos | PC        | PL         |
| ----------------- | ------------------------------------- | -------------- | ------ | --------- | ---------- |
| Medalha de ouro   | Miriam Ziegler / Severin Kiefer       | Áustria        | 184.60 | 66.08 (1) | 118.52 (2) |
| Medalha de prata  | Tarah Kayne / Danny O'Shea            | Estados Unidos | 177.69 | 57.28 (4) | 120.41 (1) |
| Medalha de bronze | Jessica Calalang / Brian Johnson      | Estados Unidos | 172.31 | 60.37 (2) | 111.94 (3) |
| 4                 | Rebecca Ghilardi / Filippo Ambrosini  | Itália         | 156.84 | 57.38 (3) | 99.46 (4)  |
| 5                 | Giulia Foresti / Edoardo Caputo       | Itália         | 124.97 | 42.48 (5) | 82.49 (5)  |
| 6                 | Zhansaya Adykhanova / Abish Baytkanov | Cazaquistão    | 90.84  | 34.18 (6) | 56.66 (6)  |

#### Dança no gelo
| Pos.              | Nome                                     | Nacionalidade  | Pontos | DC        | DR         |
| ----------------- | ---------------------------------------- | -------------- | ------ | --------- | ---------- |
| Medalha de ouro   | Christina Carreira / Anthony Ponomarenko | Estados Unidos | 180.22 | 69.58 (2) | 110.64 (1) |
| Medalha de prata  | Anastasia Skoptcova / Kirill Aleshin     | Rússia         | 179.78 | 71.17 (1) | 108.61 (3) |
| Medalha de bronze | Natalia Kaliszek / Maksym Spodyriev      | Polônia        | 178.43 | 69.42 (3) | 109.01 (2) |
| 4                 | Sofia Evdokimova / Egor Bazin            | Rússia         | 168.31 | 62.28 (4) | 106.03 (4) |
| 5                 | Darya Popova / Volodymyr Byelikov        | Ucrânia        | 154.42 | 59.01 (6) | 95.41 (5)  |
| 6                 | Jennifer Urban / Benjamin Steffan        | Alemanha       | 154.27 | 60.56 (5) | 93.71 (6)  |
| 7                 | Annabelle Morozov / Andrei Bagin         | Rússia         | 148.00 | 56.47 (7) | 91.53 (7)  |
| 8                 | Victoria Manni / Carlo Roethlisberger    | Suíça          | 138.81 | 53.24 (8) | 85.57 (8)  |
| 9                 | Katerina Bunina / German Frolov          | Estônia        | 132.52 | 51.45 (9) | 81.07 (9)  |

### Júnior

#### Individual masculino júnior
| Pos.              | Nome                         | Nacionalidade | Pontos | PC        | PL         |
| ----------------- | ---------------------------- | ------------- | ------ | --------- | ---------- |
| Medalha de ouro   | Artur Danielian              | Rússia        | 211.20 | 69.19 (1) | 142.01 (1) |
| Medalha de prata  | Tomas Llorenc Guarino Sabate | Suíça         | 177.08 | 61.35 (3) | 115.73 (2) |
| Medalha de bronze | Nikita Starostin             | Alemanha      | 172.37 | 60.77 (4) | 111.60 (3) |
| 4                 | Makar Ignatov                | Rússia        | 165.33 | 64.69 (2) | 100.64 (5) |
| 5                 | Mihhail Selevko              | Estônia       | 164.87 | 55.51 (5) | 109.36 (4) |
| 6                 | Kims Georgs Pavlovs          | Letônia       | 143.58 | 52.04 (6) | 91.54 (6)  |
| WD                | Kirill Iakovlev              | Rússia        | —      | — (WD)    |            |

#### Individual feminino júnior
| Pos.              | Nome               | Nacionalidade          | Pontos | PC         | PL         |
| ----------------- | ------------------ | ---------------------- | ------ | ---------- | ---------- |
| Medalha de ouro   | You Young          | Coreia do Sul          | 163.67 | 50.17 (1)  | 113.50 (1) |
| Medalha de prata  | Selma Välitalo     | Finlândia              | 128.56 | 41.35 (6)  | 87.21 (2)  |
| Medalha de bronze | Niina Petrokina    | Estônia                | 125.19 | 40.54 (7)  | 84.65 (3)  |
| 4                 | Arina Somova       | Letônia                | 122.86 | 42.34 (4)  | 80.52 (4)  |
| 5                 | Lenne van Gorp     | Países Baixos          | 121.23 | 43.03 (3)  | 78.20 (5)  |
| 6                 | Linnea Ceder       | Finlândia              | 119.94 | 43.84 (2)  | 76.10 (6)  |
| 7                 | Dina Khapsaeva     | Rússia                 | 115.43 | 42.09 (5)  | 73.34 (8)  |
| 8                 | Laura Karhunen     | Finlândia              | 111.46 | 37.29 (8)  | 74.17 (7)  |
| 9                 | Anna Valesi        | Itália                 | 105.24 | 34.99 (12) | 70.25 (9)  |
| 10                | Isabella Smit      | Países Baixos          | 102.47 | 36.42 (10) | 66.05 (11) |
| 11                | Nataly Langerbaur  | Estônia                | 100.45 | 36.93 (9)  | 63.52 (14) |
| 12                | Anete Lāce         | Letônia                | 100.08 | 33.29 (14) | 66.79 (10) |
| 13                | Jekaterina Rudneva | Estônia                | 99.76  | 35.01 (11) | 64.75 (12) |
| 14                | Tessel Clercx      | Países Baixos          | 96.21  | 31.56 (15) | 64.65 (13) |
| 15                | Greta Baldan       | Itália                 | 94.75  | 34.69 (13) | 60.06 (17) |
| 16                | Fanny Lindfors     | Finlândia              | 90.65  | 28.54 (20) | 62.11 (15) |
| 17                | Gemma Marshall     | Luxemburgo             | 90.41  | 30.03 (17) | 60.38 (16) |
| 18                | Katerina Grishkun  | Estônia                | 87.69  | 29.56 (18) | 58.13 (18) |
| 19                | Mona Sofia Tahk    | Estônia                | 83.96  | 29.37 (19) | 54.59 (19) |
| 20                | Elina Smoljakova   | Letônia                | 83.20  | 30.15 (16) | 53.05 (20) |
| 21                | Sarlote Jekabsone  | Letônia                | 66.01  | 23.63 (21) | 42.38 (21) |
| 22                | Ameera Mubarak     | Emirados Árabes Unidos | 55.91  | 19.85 (22) | 36.06 (22) |

#### Dança no gelo júnior
| Pos.              | Nome                                          | Nacionalidade | Pontos | DC        | DR        |
| ----------------- | --------------------------------------------- | ------------- | ------ | --------- | --------- |
| Medalha de ouro   | Elizaveta Khudaiberdieva / Nikita Nazarov     | Rússia        | 163.83 | 66.04 (1) | 97.79 (1) |
| Medalha de prata  | Diana Davis / Gleb Smolkin                    | Rússia        | 151.16 | 62.16 (2) | 89.00 (2) |
| Medalha de bronze | Ekaterina Katashinskaia / Aleksandr Vaskovich | Rússia        | 136.68 | 52.12 (4) | 84.56 (3) |
| 4                 | Viktoria Semenjuk / Artur Gruzdev             | Estônia       | 130.62 | 53.19 (3) | 77.43 (4) |
| 5                 | Darja Netjaga / Marko Jevgeni Gaidajenko      | Estônia       | 127.73 | 51.03 (6) | 76.70 (5) |
| 6                 | Mira Polishook / Deividas Kizala              | Lituânia      | 127.03 | 51.63 (5) | 75.40 (6) |
| 7                 | Chloe Dan Tsoi / Long You Zimou Wang          | Taipé Chinesa | 115.22 | 45.07 (7) | 70.15 (7) |

### Noviço avançado

#### Individual masculino noviço avançado
| Pos.              | Nome              | Nacionalidade | Pontos | PC        | PL        |
| ----------------- | ----------------- | ------------- | ------ | --------- | --------- |
| Medalha de ouro   | Matias Lindfors   | Finlândia     | 94.17  | 34.14 (1) | 60.03 (1) |
| Medalha de prata  | Jegor Martsenko   | Estônia       | 91.48  | 33.49 (2) | 57.99 (2) |
| Medalha de bronze | Vladimir Taganov  | Estônia       | 87.05  | 30.67 (4) | 56.38 (3) |
| 4                 | Andrei Mikhalchuk | Bielorrússia  | 75.60  | 24.18 (6) | 51.42 (4) |
| 5                 | Daniil Bertsevits | Estônia       | 65.19  | 28.16 (5) | 37.03 (5) |
| WD                | Daniels Kochkers  | Letônia       | —      | 31.33 (3) | — (WD)    |

#### Individual feminino noviço avançado
| Pos.              | Nome                          | Nacionalidade  | Pontos | PC         | PL         |
| ----------------- | ----------------------------- | -------------- | ------ | ---------- | ---------- |
| Medalha de ouro   | Amalia Zelenjak               | Estônia        | 100.36 | 35.14 (2)  | 65.22 (1)  |
| Medalha de prata  | Zasmina Jefremenko            | Letônia        | 92.18  | 35.34 (1)  | 56.84 (3)  |
| Medalha de bronze | Roos Van Der Pas              | Países Baixos  | 91.96  | 34.58 (3)  | 57.38 (2)  |
| 4                 | Marianne Must                 | Estônia        | 87.12  | 31.24 (8)  | 55.88 (5)  |
| 5                 | Anastasija Konga              | Letônia        | 87.05  | 33.00 (5)  | 54.05 (9)  |
| 6                 | Oona Kesti                    | Finlândia      | 86.70  | 32.82 (6)  | 53.88 (10) |
| 7                 | Elizabete Viktorija Pentjusha | Letônia        | 86.53  | 32.22 (7)  | 54.31 (8)  |
| 8                 | Jelizaveta Rudneva            | Estônia        | 86.16  | 31.23 (9)  | 54.93 (7)  |
| 9                 | Angelica Volkov               | Estados Unidos | 86.15  | 29.60 (10) | 56.55 (4)  |
| 10                | Anna Bodrone                  | Itália         | 83.43  | 27.96 (20) | 55.47 (6)  |
| 11                | Edith Mattila                 | Finlândia      | 81.73  | 29.49 (11) | 52.24 (12) |
| 12                | Polina Pozen                  | Rússia         | 80.02  | 28.78 (15) | 51.24 (13) |
| 13                | Kristiana Viktorija Ivdre     | Letônia        | 79.79  | 28.95 (13) | 50.84 (14) |
| 14                | Elizaveta Davydova            | Estônia        | 79.53  | 33.15 (4)  | 46.38 (23) |
| 15                | Sille-Riin Tali               | Estônia        | 78.62  | 26.17 (26) | 52.45 (11) |
| 16                | Elena Gorbunova               | Rússia         | 78.61  | 29.02 (12) | 49.59 (17) |
| 17                | Anastassia Baranova           | Estônia        | 78.59  | 28.71 (16) | 49.88 (15) |
| 18                | Ksenija Heimane               | Letônia        | 77.81  | 28.57 (17) | 49.24 (19) |
| 19                | Lois Libregts                 | Países Baixos  | 77.80  | 28.23 (19) | 49.57 (18) |
| 20                | Jessika Louhelainen           | Finlândia      | 76.41  | 26.78 (25) | 49.63 (16) |
| 21                | Sera Kuronen                  | Finlândia      | 75.67  | 28.91 (14) | 46.76 (22) |
| 22                | Ksenia Zhegulskaya            | Bielorrússia   | 75.52  | 27.68 (22) | 47.84 (20) |
| 23                | Heidy Mari Ainjarv            | Estônia        | 74.41  | 26.95 (24) | 47.46 (21) |
| 24                | Polina Jurtsenko              | Estônia        | 74.06  | 27.73 (21) | 46.33 (24) |
| 25                | Lueta Silina                  | Letônia        | 73.32  | 28.28 (18) | 45.04 (26) |
| 26                | Martaliis Kuslap              | Estônia        | 69.81  | 25.14 (28) | 44.67 (27) |
| 27                | Nicole Erik                   | Estônia        | 66.11  | 19.92 (30) | 46.19 (25) |
| 28                | Elina Nogu                    | Estônia        | 65.76  | 25.68 (27) | 40.08 (28) |
| 29                | Unna Putaala                  | Finlândia      | 60.22  | 23.92 (29) | 36.30 (29) |
| WD                | Polina Borhova                | Letônia        | —      | 27.38 (23) | — (WD)     |
| WD                | Eliise Alop                   | Estônia        | —      | — (WD)     |            |
| WD                | Sandra-Liisa Jermonok         | Estônia        | —      | — (WD)     |            |
| WD                | Alisa Turunen                 | Finlândia      | —      | — (WD)     |            |

#### Dança no gelo noviço avançado
| Pos.              | Nome                                        | Nacionalidade | Pontos | PT        | PB        | PL        |
| ----------------- | ------------------------------------------- | ------------- | ------ | --------- | --------- | --------- |
| Medalha de ouro   | Mariia Miliukova / Nikita Vitryanyuk        | Chipre        | 108.37 | 30.31 (1) | 29.38 (1) | 48.68 (2) |
| Medalha de prata  | Tatjana Bunina / Ivan Kuznetsov             | Estónia       | 107.27 | 29.76 (2) | 26.88 (3) | 50.63 (1) |
| Medalha de bronze | Vasilisa Grigoreva / Lev Sergeev            | Rússia        | 101.12 | 26.08 (3) | 27.00 (2) | 48.04 (3) |
| 4                 | Alisa Ovsiankina / Fedor Orekhov            | Rússia        | 97.83  | 23.92 (4) | 26.46 (4) | 47.45 (4) |
| 5                 | Anastasia Lomaeva / Artem Krylov            | Rússia        | 85.39  | 22.63 (5) | 23.02 (5) | 39.74 (5) |
| 6                 | Sanni Rytkönen / Miitri Niskanen            | Finlândia     | 72.25  | 21.75 (6) | 17.94 (7) | 32.56 (6) |
| 7                 | Daniela Ivanitskiy / Samu Kyyhkynen         | Finlândia     | 63.88  | 18.03 (7) | 18.00 (6) | 27.85 (7) |
| WD                | Taisiia Linchevskaia / Timur Babaev-Smirnov | Rússia        | —      | — (WD)    |           |           |

## Quadro de medalhas
Sênior (Challenger Series)
| Ordem | País           | Medalha de ouro | Medalha de prata | Medalha de bronze |    | Ordem por total |
| ----- | -------------- | --------------- | ---------------- | ----------------- | -- | --------------- |
| 1     | Rússia         | 2               | 1                | 1                 | 4  | 2               |
| 2     | Estados Unidos | 1               | 3                | 1                 | 5  | 1               |
| 3     | Áustria        | 1               |                  |                   | 1  | 3               |
| 4     | Finlândia      |                 |                  | 1                 | 1  | 3               |
| 4     | Polônia        |                 |                  | 1                 | 1  | 3               |
| TOTAL | TOTAL          | 4               | 4                | 4                 | 12 | —               |